# Adeona wilsoni
Adeona wilsoni är en mossdjursart som först beskrevs av William MacGillivray 1881.  Adeona wilsoni ingår i släktet Adeona och familjen Adeonidae. Inga underarter finns listade i Catalogue of Life.